# Michelangelo Romano
Michelangelo Romano (Napoli, 1948) è un produttore discografico, giornalista e paroliere italiano.

## Biografia
Dopo gli studi universitari inizia l'attività di giornalista, e a partire dal 1971 collabora con la Rai come conduttore radiofonico del programma musicale Per voi giovani, occupandosi principalmente della nuova musica pop italiana; scrive inoltre molti articoli per varie riviste musicali.
Sempre nel 1971 conosce un musicista suo concittadino, Alan Sorrenti, di cui diventa produttore, lavorando nel suo album di debutto Aria e nelle prime incisioni del musicista.
La sua prima produzione musicale è per l'ellepi "a Rosa, a Giovanna e alle altre", edito dalla Mizar, di Beppe Palomba, cantautore napoletano.
Nel 1973 viene contattato da Roberto Vecchioni, che sta cercando di cambiare le sonorità dei suoi dischi, per la produzione dell'album Il re non si diverte: Michelangelo Romano accetta e porta con sé alcuni musicisti del gruppo di Sorrenti (il pianista Mario D'Amora e il percussionista Tony Esposito, realizzando un lavoro che vince il Premio della critica discografica l'anno successivo: è l'inizio di un sodalizio che durerà fino al 1989.
Per Vecchioni Romano scriverà anche alcuni testi di canzoni, tra cui La mia ragazza e Ippopotami.
Continua comunque l'attività di giornalista, e pubblica nel 1978 con Claudio Baglioni Romanzo di un cantante per le edizioni Lato Side di Roma; per lo stesso editore pubblica nel 1979 Roberto Vecchioni. Canzoni e spartiti e nel 1980 Francesco De Gregori: un mito, libro intervista realizzato insieme a Paolo Giaccio e Riccardo Piferi e Edoardo Bennato. Un mondo in canzonetta, realizzato insieme a Luigi Granetto e Giuseppe Vettori.
Come produttore, oltre che con Vecchioni, lavora con Antonello Venditti, Gianna Nannini, Enrico Nascimbeni, Flavio Giurato, Saro Liotta ed Ornella Vanoni, artista con cui sarà legato sentimentalmente per quindici anni.
Negli anni '90 decide di ritirarsi dal mondo musicale.
Nel 1993 Roberto Vecchioni gli dedica la canzone Fammi vedere tu, contenuta nell'album Blumùn, che affronta il tema della fine della loro collaborazione.

## Le principali canzoni scritte da Michelangelo Romano
| Anno | Titolo                                  | Interprete        | Autori del testo                        | Autori della musica |
| ---- | --------------------------------------- | ----------------- | --------------------------------------- | ------------------- |
| 1985 | Bei tempi                               | Roberto Vecchioni | Michelangelo Romano e Roberto Vecchioni | Roberto Vecchioni   |
| 1985 | Livingstone                             | Roberto Vecchioni | Michelangelo Romano e Roberto Vecchioni | Roberto Vecchioni   |
| 1985 | La mia ragazza                          | Roberto Vecchioni | Michelangelo Romano e Roberto Vecchioni | Roberto Vecchioni   |
| 1985 | Fata                                    | Roberto Vecchioni | Michelangelo Romano e Roberto Vecchioni | Roberto Vecchioni   |
| 1986 | Indiscreto                              | Roberto Vecchioni | Michelangelo Romano                     | Roberto Vecchioni   |
| 1986 | Ippopotami                              | Roberto Vecchioni | Michelangelo Romano e Roberto Vecchioni | Roberto Vecchioni   |
| 1986 | E noi le voci e le parole               | Roberto Vecchioni | Michelangelo Romano                     | Roberto Vecchioni   |
| 1986 | Aimez-vous Chopin? (Una serata normale) | Roberto Vecchioni | Michelangelo Romano e Roberto Vecchioni | Roberto Vecchioni   |
| 1986 | Miseria e nobiltà                       | Roberto Vecchioni | Michelangelo Romano e Roberto Vecchioni | Roberto Vecchioni   |
| 1986 | L'oro di Napoli                         | Roberto Vecchioni | Michelangelo Romano e Roberto Vecchioni | Roberto Vecchioni   |
| 1986 | Così lontani dalla riva                 | Roberto Vecchioni | Michelangelo Romano                     | Roberto Vecchioni   |
| 1986 | Oltre il giardino                       | Roberto Vecchioni | Michelangelo Romano e Roberto Vecchioni | Roberto Vecchioni   |
| 1986 | Notturno                                | Roberto Vecchioni | Michelangelo Romano                     | Roberto Vecchioni   |
| 1989 | Certezze                                | Roberto Vecchioni | Michelangelo Romano e Roberto Vecchioni | Roberto Vecchioni   |
| 1989 | Poesia scritta in un bar                | Roberto Vecchioni | Michelangelo Romano                     | Roberto Vecchioni   |
| 1990 | Domani (innamorata di te)               | Ornella Vanoni    | Michelangelo Romano e Stefano De Sando  | Stefano De Sando    |
| 1990 | Estiva (tra cielo e mare)               | Ornella Vanoni    | Michelangelo Romano e Stefano De Sando  | Stefano De Sando    |
| 1990 | Luci che vanno                          | Ornella Vanoni    | Michelangelo Romano e Stefano De Sando  | Stefano De Sando    |

## Dischi prodotti da Michelangelo Romano
| Anno | Interprete         | Titolo                                                      | Casa discografica              |
| ---- | ------------------ | ----------------------------------------------------------- | ------------------------------ |
| 1972 | Beppe Palomba      | A Rosa, a Giovanna e alle altre                             | Mizar MZPP01                   |
| 1972 | Alan Sorrenti      | Aria                                                        | Harvest Records 3C 064 - 17836 |
| 1973 | Alan Sorrenti      | Come un vecchio incensiere all'alba di un villaggio deserto | Harvest Records 3C 064 - 17878 |
| 1973 | Roberto Vecchioni  | Il re non si diverte                                        | Ducale, DUC 9                  |
| 1974 | Alan Sorrenti      | Alan Sorrenti                                               | Harvest Records 3C 064 - 18059 |
| 1975 | Roberto Vecchioni  | Ipertensione                                                | Philips, 6323 040              |
| 1976 | Roberto Vecchioni  | Elisir                                                      | Philips, 6323 042              |
| 1977 | Roberto Vecchioni  | Samarcanda                                                  | Philips, 6323 049              |
| 1978 | Antonello Venditti | Sotto il segno dei pesci                                    | Philips, 6323 056              |
| 1978 | Saro Liotta        | La seduzione                                                | Philips, 6323 057              |
| 1978 | Roberto Vecchioni  | Calabuig, stranamore e altri incidenti                      | Philips, 6323 062              |
| 1978 | Flavio Giurato     | Per futili motivi                                           | Dischi Ricordi, SMRL 6240      |
| 1979 | Antonello Venditti | Buona domenica                                              | Philips, 6323 092              |
| 1979 | Roberto Vecchioni  | Robinson, come salvarsi la vita                             | Ciao Records, 1000             |
| 1979 | Gianna Nannini     | California                                                  | Dischi Ricordi, SMRL 6254      |
| 1979 | Enrico Nascimbeni  | Maracaibo                                                   | Polydor, 2448 083              |
| 1980 | Roberto Vecchioni  | Montecristo                                                 | Philips, 6492 113              |
| 1982 | Roberto Vecchioni  | Hollywood Hollywood                                         | CGD, 20299                     |
| 1984 | Roberto Vecchioni  | Il grande sogno                                             | CGD, 21212                     |
| 1985 | Roberto Vecchioni  | Bei tempi                                                   | CGD, 20477                     |
| 1986 | Roberto Vecchioni  | Ippopotami                                                  | CGD, 45001                     |
| 1989 | Ornella Vanoni     | Il giro del mio mondo                                       | CGD                            |
| 1989 | Roberto Vecchioni  | Milady                                                      | CGD, 20895                     |
| 1990 | Ornella Vanoni     | Quante storie                                               | CGD                            |